# Ariana Kabul FC
El Ariana Kabul FC (en persa: کلپ آریانا‎) es un equipo de fútbol de Afganistán que actualmente se encuentra inactivo.

## Historia
Fue fundado en el año 1941 en la capital Kabul y es uno de los equipos de fútbol más viejos de Afganistán y fue el primer equipo que en ser tratado como la selección nacional en un torneo hecho en la capital Kabul en agosto de 1941, en donde perdió ante India Británica 1-3 y empató 0-0 ante Irán.
Es el club de fútbol más exitoso de Afganistán al haber ganado la desaparecida Liga Premier de Kabul en 10 ocasiones, todas de manera consecutiva.

## Palmarés
- Liga Premier de Kabul: 10

1946, 1947, 1948, 1949, 1950, 1951, 1952, 1953, 1954, 1955